# Alicia D'Amico
Alicia D'Amico, née le 6 octobre 1933 à Buenos Aires et morte le 30 août 2001, est une photographe argentine.

## Biographie
Alicia D'Amico se forma à la photographie dans le studio de son père Luis D'Amico puis chez Annemarie Heinrich.
De 1960 à 1983, elle posséda son propre studio avec Sara Facio. 
D'Amico fut l'une des fondatrices de Lugar de Mujer, la première maison féministe en Argentine.

## Expositions
- 1979, Rencontres d'Arles
- 2004, Un siècle de photographie en Argentine, Maison de Radio France (collective)

## Galerie

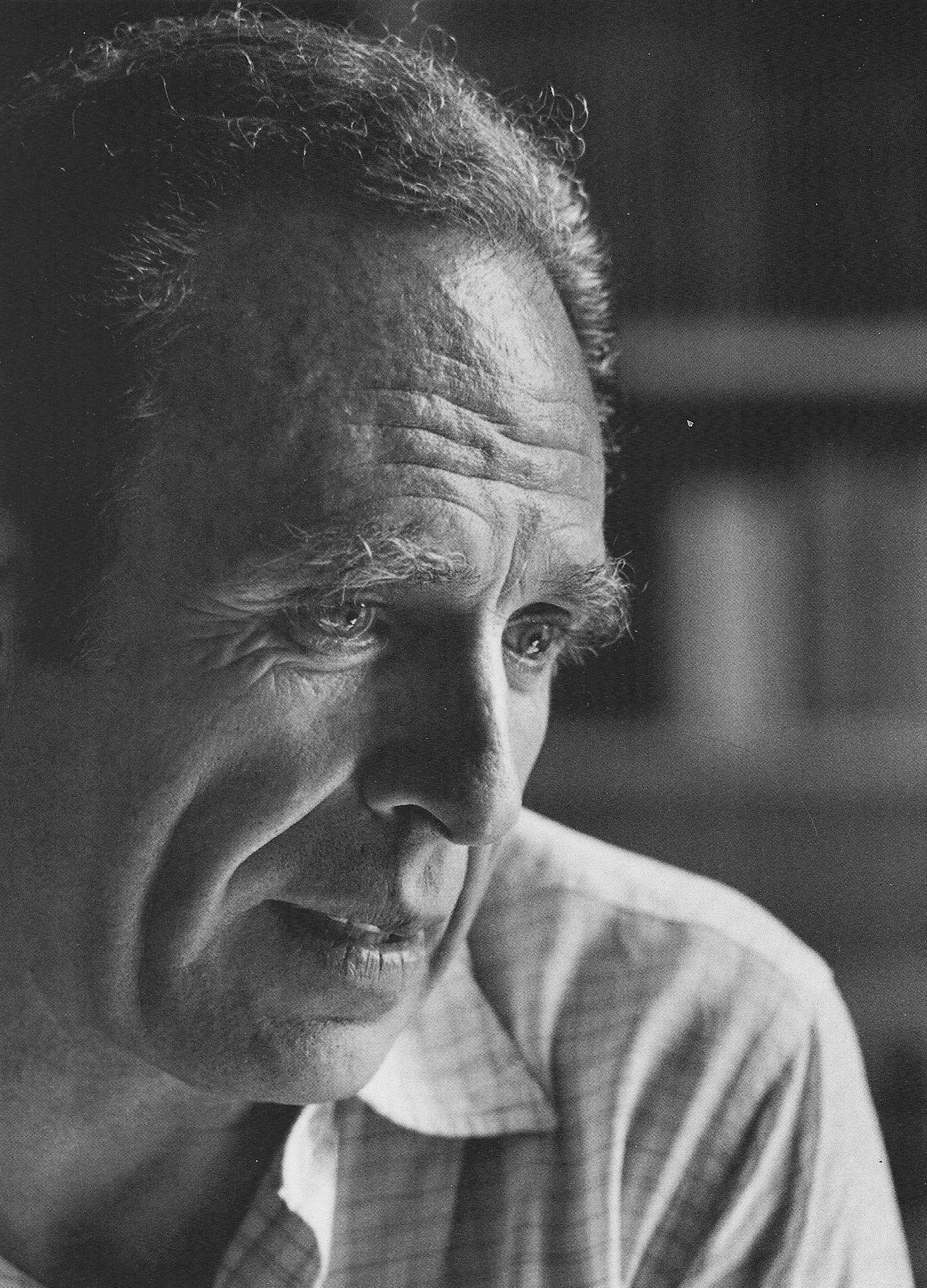
Adolfo Bioy Casares
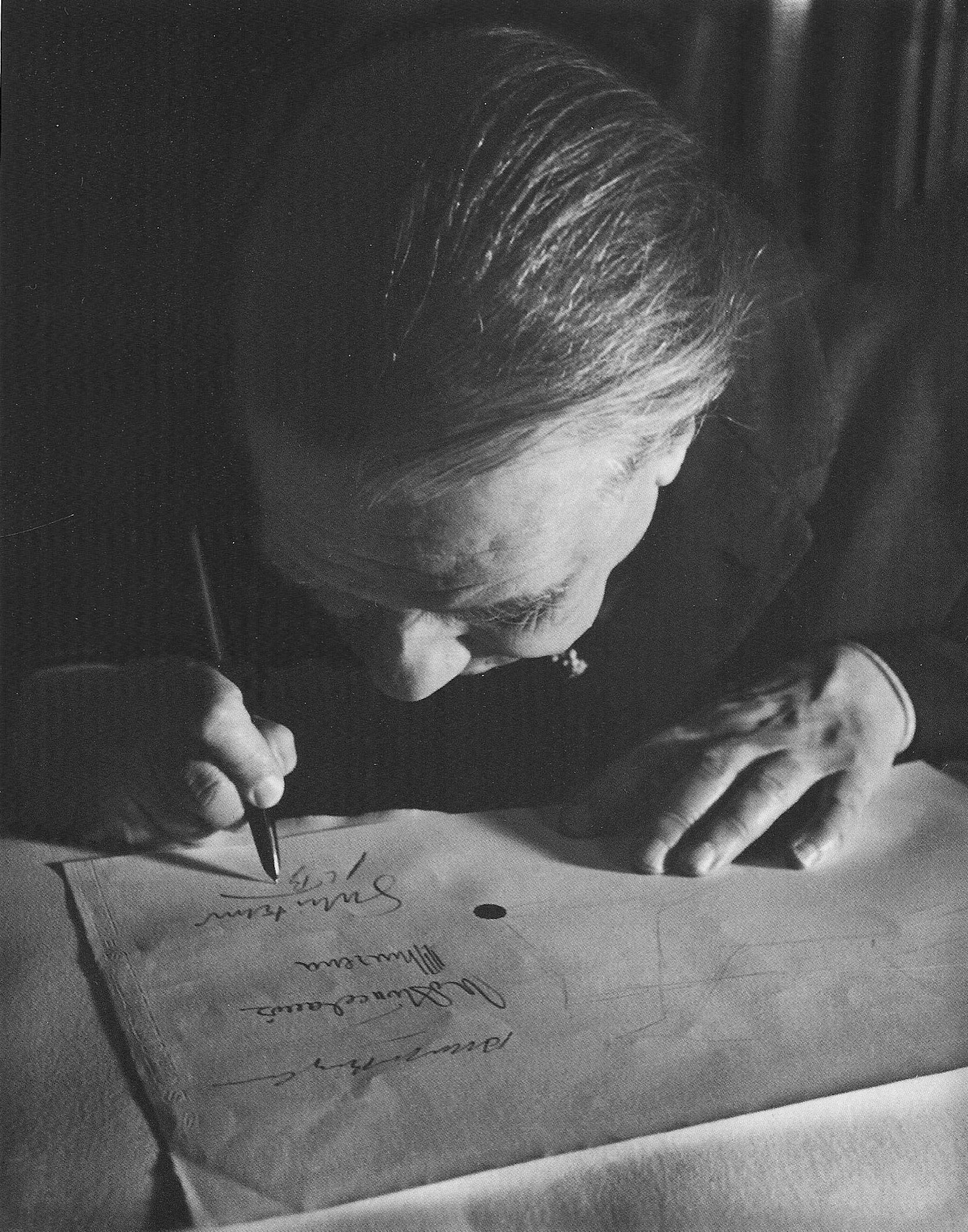
Jorge Luis Borges

## Publications
- Buenos Aires, éditions Sudamericana, texte de Julio Cortazar, 1968